# 三角叶荨麻
三角叶荨麻（学名：Urtica triangularis）为荨麻科荨麻属的植物，其种加词“triangularis ”意为“三角形的”，指其叶呈三角形。中国特有植物。分布于中国大陆的青海、四川、西藏、云南等地，生长于海拔2,500米至3,700米的地区，常生于山谷湿润处以及半阴山坡灌丛路旁，目前尚未由人工引种栽培。

## 别名
花叶活麻、火麻（四川）

## 异名
- Urtica triangularis ssp. pinnatifida (Hand.-Mazz.) C. J. Chen
- Urtica triangularis ssp. trichocarpa C. J. Chen
- Urtica triangularis var. pinnatifida Hand.-Mazz.